# 쿠알라캉사르

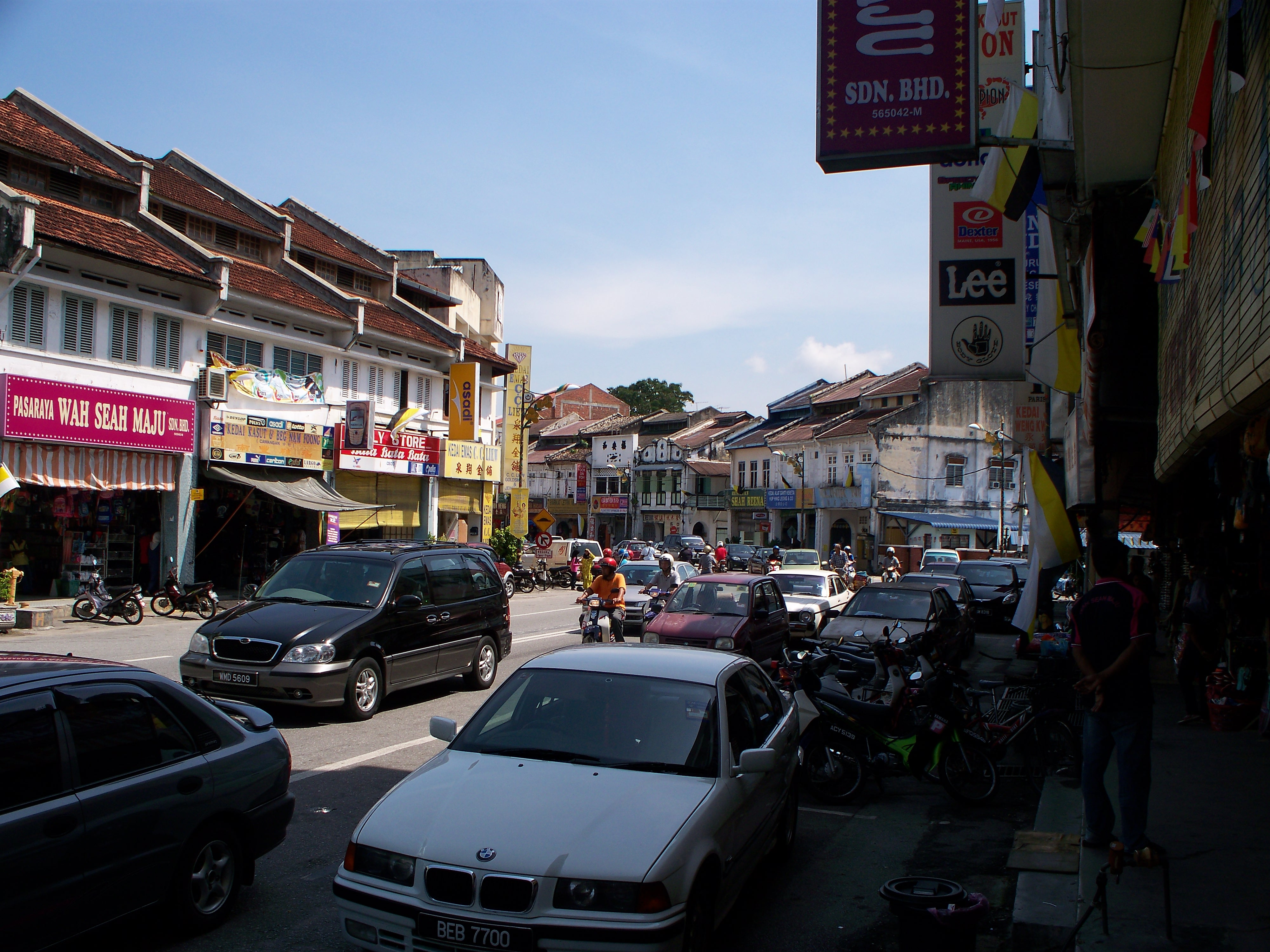

쿠알라캉사르(말레이어: Kuala Kangsar)는 말레이시아의 타운으로 페락 주의 왕실수도이다. 페락 강 안쪽으로 흘러드는 캉사르 강의 하류에 위치해 있다.